# 天沼もえぎ公園
天沼もえぎ公園（あまぬまもえぎこうえん）は、東京都杉並区天沼にある杉並区立の公園である。

## 概要
1992年に杉並区の「知る区ロード」の「オアシス」のひとつとして、現在の天沼もえぎ公園の一部を成す「ときのオアシス」が開設された。その後、地元の住民グループ「あまさんネットワーク」が「ときのオアシス」と近くの空地を一体化した整備を提案、区と住民との話し合いを経て1999年に天沼もえぎ公園として開園した。
また、住宅地の中にある公園であるため、防火水槽、消火用ポンプ等の防災設備が設置されている。

## 自然生態園
整備の際には公園が溜まり場化する懸念から、隣接地の住民が難色を示した。話し合いの結果、公園内には遊具を設置せず、「自然生態園」が作られた。「自然生態園」は自然の状態を保つため、フェンスに囲まれ通常は施錠されているが、手入れ、観察などを行う場合には許可を得て立ち入りができ、月1回の定例のワークデイも設けられている。園内には手押しポンプ式の井戸、池、近隣の保育園で世話をしている小さな水田などがある。
自然生態園内では昆虫やカエルが保護されている。

## ときのオアシス
「知る区ロード」に4つ設置された「オアシス」のひとつで、「時」をテーマとしている。「みみのオアシス」に続き2番目に設置されたオアシスで、設計は建築家の六角鬼丈による。「ときのオアシス」としての面積は272.34m2。以下の施設が設置されている。
時の門
南側入口付近に位置する。大型のアーチ状のリングと床に描かれた時計の文字盤からなり、時計の針は1945年8月6日に広島に原爆が投下された8時15分を指している。リングは時計のフレームであり、床面の文字盤とともに止まった時間を表現している。
地界の天庭
鏡が貼られた筒を地中に埋め込んだ「地底潜望鏡」で、差し込む太陽光が鏡で反射し、地中にカーテンウォールが広がっているような光景が作り出される。
日時計

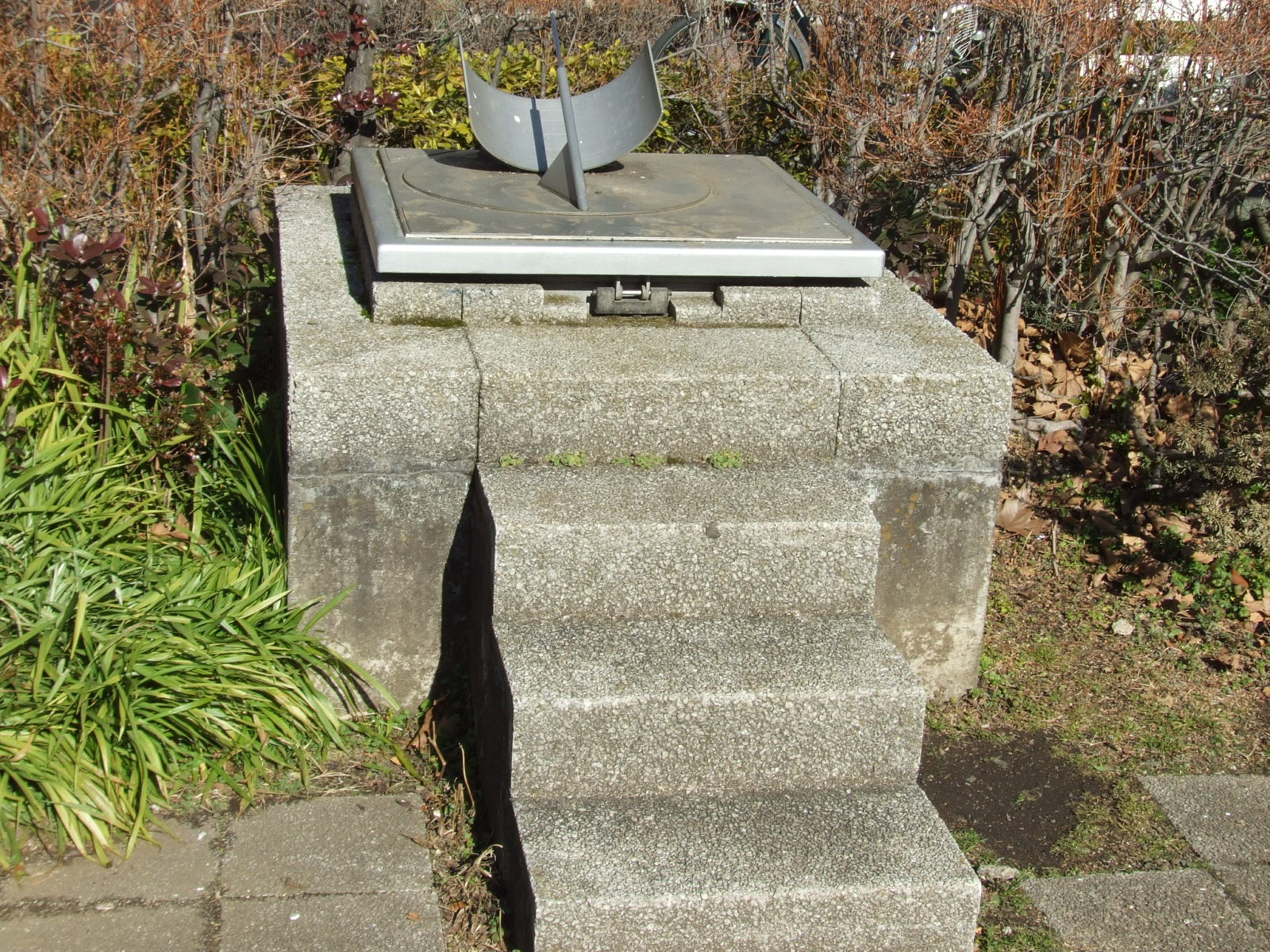
設置されている日時計。タイムカプセルの埋設日も記載されている。

時の門の西側に位置する日時計である。オアシスが開設された1992年にタイムカプセルが埋められ、当時「知る区ロード」を舞台に開催されたイベント「タイムカプセル計画」参加者が作成した地図や、未来の自分に宛てて書いた手紙などが保管されていた。カプセルは2001年に掘り出され、内容物が産業商工会館で展示された。
2004年3月には杉並区平和都市宣言15周年を記念して、日時計の下にタイムカプセルが埋設された。このカプセルは2013年8月、杉並区平和都市宣言25周年の際に掘り出され、新しいカプセルが埋設された。

## 沿革
- 1992年（平成4年） - ときのオアシス開設。
- 1999年（平成11年）3月31日 - 天沼もえぎ公園開園。

## アクセス
- JR東日本中央本線、東京メトロ丸ノ内線荻窪駅北口から徒歩7分

## 開園時間
- 休園時間はないが、21:00に公園内の照明が消灯される[15]。

## 近隣の公園
- 天沼弁天池公園